# Kamień Krajeński
Kamień Krajeński est une ville de Pologne, située au nord-ouest du pays, dans la voïvodie de Couïavie-Poméranie. Elle est le chef-lieu de la gmina de Kamień Krajeński, dans le powiat de Sępólno.